# Capilla de Nuestra Señora de la Peña (João Pessoa)
La Capilla de Nuestra Señora de la Peña , está ubicada en la ciudad brasileña de João Pessoa; la capilla fue construida por el portugués Silvio Siqueira en 1763. Cada año se celebra el festival de la Peña, a 14 km a pie de la Iglesia de Nuestra Señora de Lourdes, en el centro de João Pessoa, y van a la capilla, en la playa Penha. La Romería siempre se realiza el último domingo de noviembre.

## Historia

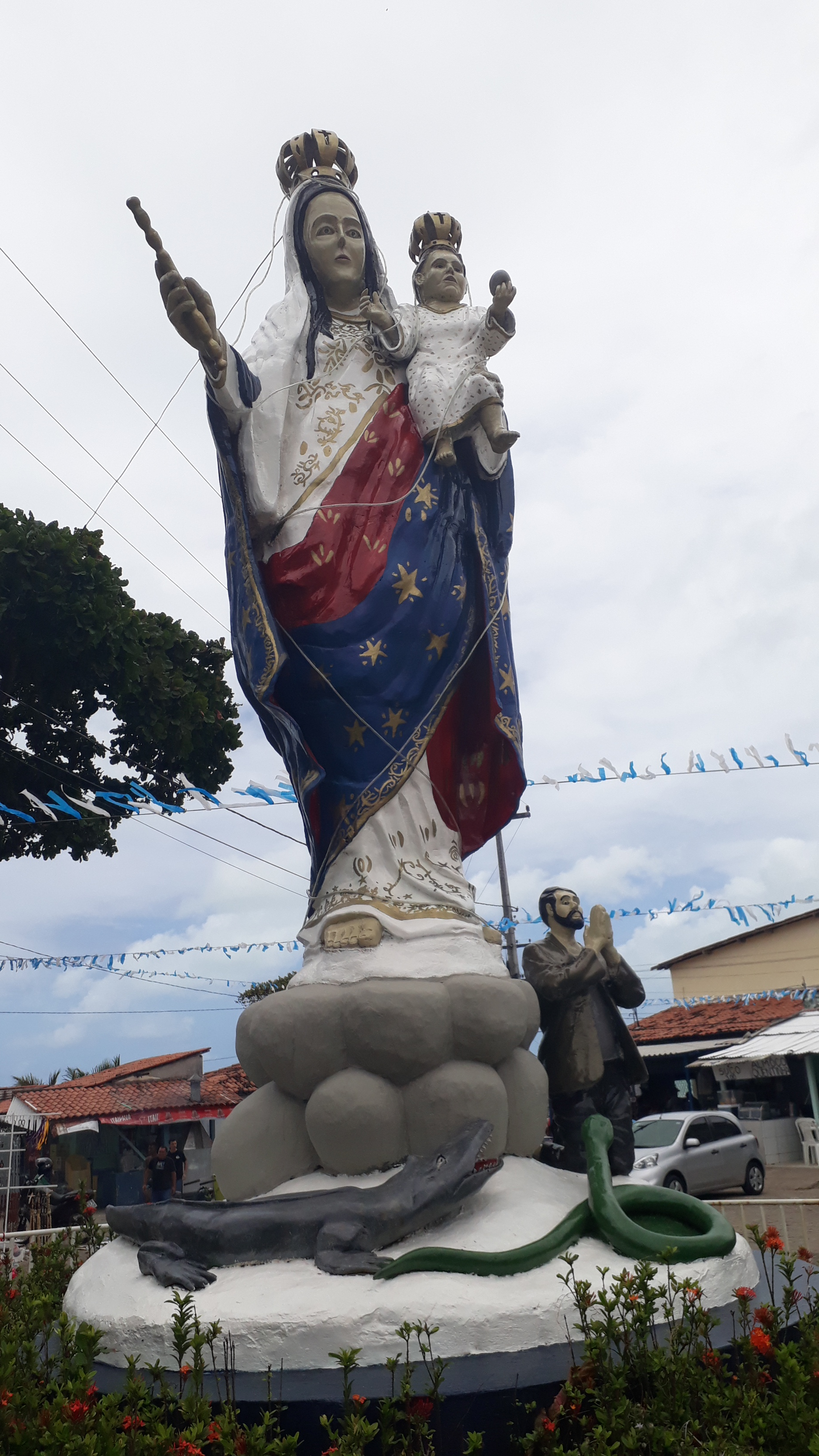
Imagen de Nuestra Señora de la Peña, en João Pessoa

El portugués Silvio Siqueira en 1763, al mando de un buque que había entrado en Europa, pero en la costa de Paraíba se enfrentó a una gran tormenta. En un momento de aflicción, reunió a la tripulación y pidió protección a la Virgen de la Penha, prometiendo levantar un santuario en su honor en el lugar en que aportara con seguridad. Minutos después, todos consiguieron desembarcar con tranquilidad en la entonces Playa de Aratu - hoy Praia da Penha. Como se prometió, la construcción se hizo. Y esa fue la tercera capilla construida en Brasil en homenaje a la santa.

## Romería de la Peña
La romería de la Penha, fue reconocida como Patrimonio Cultural Imaterial de João Pessoa, por ser tradicional y poseer más de 250 años de Historia, ocurriendo anualmente en el quinto fin de semana antes de la Navidad, que para los católicos es la fecha en que se cierra el día el año litúrgico.
La romería de la peña, ocurre en João Pessoa, anualmente todo el último domingo de noviembre; la caminata sale del Centro de João Pessoa, más precisamente de la Iglesia de Nuestra Señora de Lourdes, y va hasta la playa de Penha, donde se encuentra la capilla.